# Sleeping Sun
„Sleeping Sun“ je singl od finské kapely Nightwish.

## Seznam skladeb
1. Sleeping Sun (2005 full version) – 4:26
2. Sleeping Sun (2005 radio edit) – 4:06
3. Sleeping Sun (original version) – 4:02